# Salvador Bernárdez
Salvador Blanco Bernárdez (La Ceiba; 6 de enero de 1954-San Francisco; 18 de julio de 2011) fue un centrocampista de fútbol hondureño. Es tío del futbolista mundialista Víctor Bernárdez.

## Trayectoria
Apodado Pichini y Pólvora, jugó en el C.D. Motagua de la liga hondureña. Fue el máximo goleador de esa liga en la temporada 1978 y para Motagua aportó 36 goles.
Se mudó a los Estados Unidos en 1981 para jugar en San Francisco Greek-Americans y se retiró ahí.

## Selección nacional
Representó a la selección de Honduras, ayudándolos a clasificarse para su primera Copa Mundial; sin embargo, no llegó a la lista final de España 1982 debido a una lesión. Llegó a jugar 17 partidos internacionales, marcando 7 goles.

### Participaciones en Campeonatos Concacaf
| Copa                                       | Sede     | Resultado  | Part. | Goles |
| ------------------------------------------ | -------- | ---------- | ----- | ----- |
| Campeonato de Naciones de la Concacaf 1981 | Honduras | Campeón    | 3     | 0     |
| Campeonato de Naciones de la Concacaf 1985 | Varias   | Subcampeón | 1     | 0     |

## Palmarés

### Títulos nacionales
| Título        | Equipo       | País     | Año     |
| ------------- | ------------ | -------- | ------- |
| Liga Nacional | C.D. Motagua | Honduras | 1978-79 |

### Títulos internacionales
| Título                                | Equipo   | Sede     | Año  |
| ------------------------------------- | -------- | -------- | ---- |
| Campeonato de Naciones de la Concacaf | Honduras | Honduras | 1981 |

### Distinciones individuales
| Distinción                                      | Año     |
| ----------------------------------------------- | ------- |
| Máximo goleador de la Liga Nacional de Honduras | 1978-79 |